# أوردة وربية خلفية
الأوردة الوربية الخلفية (بالإنجليزية: Posterior intercostal veins)‏ هي الأوردة التي تستنزف الحيزيات الوربية الخلفية(بالإنجليزية: Intercostal space)‏. أنها تعمل مع المقابلة الشريان الوربي الخلفي على الجانب السفلي من الضلع، الوريد متفوقة على الشريان. كل الوريد يعطي أيضا قبالة فرع الظهرية التي تستنزف الدم من عضلات الظهر.
تتفرع من الأبهر الصدري وعددها عشرة شرايين في كل جانب من ) 3
الوربي الموافق ماعدا الشريان الأخير، حيث يمتد تحت الضلع الثانية عشرة ويسمى الشريان تحت الضلعي
تغذي هذه الشرايين العضات الوربية والأضاع وجلد الصدر. )Subcostal Artery(
يتوضع الشريان الوربي الخلفي في الثلم الضلعي إلى الأسفل من الوريد الوربي بين العضلات الوربية.
تروي الشرايين الوربية الستة السفلية الجدار الأمامي الجانبي للبطن.
نظراً لامتداد الأبهر الصدري أو معظمه إلى يسار الخط الناصف فإن الشرايين اليمنى أطول من اليسرى،
حيث تنعطف الأولى حول أجسام الفقرات الصدرية، قبل أن تدخل الأحياز الوربية الموافقة، ممتدة خلف
المري والقناة الصدرية والوريد الفرد.

## فروع الوريد الوربي الخلفي
يتفرع من الشريان الوربي أسفل رأس الضلع، ثم يمتد تحت عنق الضلع :)Dorsal Branch( فرع ظهري
متجهاً إلى ناحية الظهر الخلفية ويتفرع عنه:
تدخل إلى النفق الفقري عبر الثقب بين الفقري، وتتفاغر مع الشعبتين :)Spinal Ramus( شعبة شوكية المماثلتين العلوية والسفلية ومع الشعبة المقابلة وبذلك تتشكل حلقة شريانية حول النخاع الشوكي.
يمتد بعد ذلك الفرع الظهري نحو الخلف، حيث يعطي شعباً عضلية ثم ينقسم إلى شعبتين جلديتين:
شعبة جلدية أنسية: تغذي الجلد المجاور للنواتئ الشوكية وتعطي شعباً للطولى الظهرية وشوكية النصف.
شعبة جلدية وحشية: وهي تغذي جلد المنطقة الجانبية للصدر والعضلة الحرقفية الضلعية.
وهو الامتداد الرئيسي للشريان الوربي، وهو يمتد بدءاً من زاوية :)Anterior Branch( الفرع الأمامي
الضلع في الثلم الضلعي أسفل الوريد الوربي ثم يسير بعدها بين العضات الوربية الظاهرة والباطنة.
يعطي الشريان الوربي الخلفي، بعد أن يتفرع عنه الفرع الظهري، شعبة تمتد على الحافة العلوية للضلع
وهو يغذي العضات الوربية وهكذا فإن لكل،)Supracostal Ramus( الأدنى ويسمى الفرع فوق الضلع
ضلع شريانين. أحدهما يمتد على الحافة العلوية والآخر هو الشريان الوربي الذي يسير إلى جوار الحافة السفلية لنفس الضلع.
يتفرع من الشرايين الوربية السفلية فروع تغذي الحجاب.
يتفاغر الشريان الوربي الخلفي )الفرع الأمامي( مع فرع موافق من الشريان الصدري الباطن )الشريان
الوربي الأمامي(، وبذلك يتشكل في كل زوج من الأحياز الوربية )أيمن وأيسر( حلقة شريانية.
تتقاطع النهايات الأمامية للشرايين الوربية من السابع وحتى الثاني عشر مع القوس الضلعية لتدخل بين
عضات جدار البطن الجانبية، حيث تغذيها وتغذي العضلة المستقيمة البطنية وتتفاغر مع شعب الشريانينالشرسوفي العلوي والسفلي.
تعطي الشرايين الوربية الخلفية فروعاً جلدية وحشية وجلدية أنسية، وفروعاً للثدي تنشأ من الشرايين الوربية الخلفية الرابع والخامس والسادس.

## وصلات إضافية
- درسٌ تشريحي حول thoraxlesson5 مُعدٌ بواسطة ويسلي نورمان (جامعة جورجتاون). (paravertebralregion)
- صور تشريحية:21:15-0101 في مركز داونستيت الطبي التابع لجامعة نيويورك - "Mediastinum: The Sympathetic Ganglion and Sympathetic Trunk"